# Baltamblyolpium grabenhorsti
Espèce
Baltamblyolpium grabenhorsti est une espèce fossile de pseudoscorpions de la famille des Garypinidae.

## Distribution
Cette espèce a été découverte dans de l'ambre de Bitterfeld en Allemagne. Elle date de l'Éocène.

## Description
L'holotype mesure 2,74 mm.

## Systématique et taxinomie
Cette espèce a été décrite par Stanczak, Harvey, Harms, Hammel, Kotthoff et Loria en 2023.

## Étymologie
Cette espèce est nommée en l'honneur de Heinrich Grabenhorst.

## Publication originale
- Stanczak, Harvey, Harms, Hammel, Kotthoff & Loria, 2023 : « A new pseudoscorpion genus (Garypinoidea: Garypinidae) from the Eocene supports extinction and range contraction in the European paleobiota. » PeerJ, vol. 11, no e15989, p. 1–27 (texte intégral).